# Ischnura kellicotti
Ischnura kellicotti – gatunek ważki z rodziny łątkowatych (Coenagrionidae). Występuje na terenie Ameryki Północnej.